# Stanisław Huruk
Stanisław Huruk (ur. 15 kwietnia 1953) – polski entomolog, doktor habilitowany nauk biologicznych, profesor nadzwyczajny w Instytucie Biologii Uniwersytetu Jana Kochanowskiego w Kielcach, dyrektor Świętokrzyskiego Parku Narodowego w latach 2006–2011.

## Życiorys
Ukończył studia (1977) i doktoryzował się (1989) w Wyższej Szkole Pedagogicznej w Krakowie. Stopień doktora habilitowanego nauk biologicznych uzyskał w 2009 na Wydziale Geograficzno-Biologicznym Uniwersytetu Pedagogicznego im. Komisji Edukacji Narodowej w Krakowie w oparciu o pracę Analiza struktur i aktywności polnych zgrupowań biegaczowatych (Carabidae, Coleoptera) na wybranych typach gleb.
Pracował w Świętokrzyskim Parku Narodowym. W latach 1992–1999 kierował w nim pracownią naukowo-badawczą, a w latach 2006–2011 był dyrektorem ŚPN. Zatrudniony też w Wyższej Szkole Pedagogicznej w Kielcach, przekształcanej kolejno w Akademię Świętokrzyską i Uniwersytet Jana Kochanowskiego. Na uczelni tej objął w 2010 stanowisko profesora nadzwyczajnego, został też kierownikiem Zakładu Zoologii i Dydaktyki Biologii. W latach 1991–1996 pełnił funkcję wicedyrektora do spraw naukowych Instytutu Biologii na Wydziale Matematyczno-Przyrodniczym.
Specjalizuje się w koleopterologii. Podjął się inwentaryzacji biegaczowatych Gór Świętokrzyskich.
W 2013 został odznaczony Złotym Krzyżem Zasługi.